# Vysoká škola Sting
Vysoká škola Sting, o.p.s. (v letech 2001–2022 AKADEMIE STING, o.p.s.) je první soukromou vysokou školou v Brně s akreditací MŠMT. Nabízí profesně orientované studium. V roce 2015 získala ocenění Nejlepší soukromá vysoká škola v České republice.
Jde o ekonomickou soukromou vysokou školu se zaměřením na účetnictví, daně a finanční řízení. Její sídlo se nachází v centru Brna. Jako vysoká škola působí od roku 2001. Její zakladatelé nabízeli nejprve od roku 1993 roční pomaturitní studium a posléze od roku 1996 řídili vyšší odbornou školu. Za studium se na škole platí školné. Studenti mohou získat prospěchové stipendium, a to až do výše 50 % školného za jeden akademický rok. Dále mohou získat stipendium od vybraných poskytovatelů praxe, která je významnou součástí studia.

## Katedry
Škola má tři katedry:
- Katedra účetnictví a daní
- Katedra ekonomiky a řízení
- Katedra aplikovaných disciplín

## Studium
Poskytuje vysokoškolské vzdělání v bakalářském stupni (Bc.), v prezenční a kombinované formě studia.

### Bakalářské studium
Studijní program Ekonomika a finance podniku se třemi specializacemi:
- zdaňování,
- účetnictví,
- manažerské účetnictví a controlling.[7]